# Новицкий, Францишек
Францишек Генрик Новицкий (29 января 1864, Краков — 3 сентября 1935, Завоя) — австро-венгерский и польский поэт, представитель движения Молодая Польша, альпинист и разработчик туристических маршрутов, политический активист-социал-демократ.
Родился в семье зоолога. В 1880-х годах, в период обучения в Краковском университете, был соредактором социалистического журнала «Ognisko», впоследствии стал соучредителем Польской социал-демократической партии Галиции; с 1894 года преподавал в гимназии в Тарнуве. 5 февраля 1901 года представил Польскому Татрскому обществу проект по созданию туристического маршрута «Орля Перць», частично созданного в 1903—1907 годах. С 1924 года в отставке, в 1934 году стал почётным членом объединения польских писателей. Публиковал стихи и рассказы, выпустил свой единственный поэтический сборник — «Poezje», состоящий из двух частей: «Tatry» (1891) и «Pieśni czasu» (1905), после чего оставил литературу. Занимался также переводами с немецкого (в частности, переводил Гёте).
По мнению критиков рубежа XIX—XX веков, Новицкий, несмотря на малое количество написанных произведений, может считаться крупным поэтом; его творчество оценивалось как возвращение к романтизму, отмечалось его умение объединять описание красот горной природы с народническими и философскими идеями. В качестве главного достоинства его поэзии называлась объективность.